# IEEE Transactions on Computers
 (août 2024).
Si vous disposez d'ouvrages ou d'articles de référence ou si vous connaissez des sites web de qualité traitant du thème abordé ici, merci de compléter l'article en donnant les références utiles à sa vérifiabilité et en les liant à la section « Notes et références ».
La revue  IEEE Transactions on Computers est une revue scientifique couvrant tous les aspects de l'architecture matérielle des ordinateurs, à parution mensuelle et à évaluation par les pairs. Elle a été créée en 1952 et est publiée par la IEEE Computer Society. Le rédacteur en chef est Ahmed Louri, professeur of Electrical and Computer Engineering, George Washington University sur la chaire fondée par David and Marilyn Karlgaard. D'après le Journal Citation Reports, la revue a en 2019 un facteur d'impact de 3,131. La revue paraît mensuellement, avec un volume annuel. Elle publie aussi des numéros spéciaux.

## Thèmes
Les thèmes couverts par la revue sont notamment :
- Organisations et architectures informatiques (multi/multi-cœurs, réseaux d'interconnexion, accélérateurs, processeurs spécifiques aux applications, aux domaines et reconfigurables, calcul haute performance, centres de données)
- Systèmes d'exploitation, systèmes logiciels et informatique en nuage (systèmes d'exécution, systèmes parallèles et distribués, virtualisation, interactions logiciel-matériel)
- Systèmes en temps réel, mobiles et embarqués (Internet des objets, informatique de pointe, vêtements, actionneurs, réseaux de capteurs)
- Dispositifs numériques et composants informatiques (technologies de mémoire émergentes volatiles et non volatiles, dispositifs à semi-conducteurs pour le stockage, réseaux sur puces, technologies émergentes pour les interconnexions)
- Spécification, conception, prototypage et méthodes et outils d'essai
- Performance, tolérance aux pannes, fiabilité, sécurité et testabilité (disponibilité, évolutivité, gestion de l'énergie/puissance)
- Études de cas et évaluations expérimentales et théoriques (caractérisation de la charge de travail, traçage, analyse, dépannage)
- Modèles informatiques émergents (questions informatiques pour les technologies et applications émergentes, apprentissage machine, calcul approximatif, calcul quantique, calcul neuromorphique, calcul analogique)